# 梅勒冰川
梅勒冰川（英語：Mellor Glacier）是南極洲的冰川，位於查爾斯王子山脈，流經牛頓山和馬奎斯山，最終與科林斯冰川匯流，該冰川以英國冰川學家马尔科姆·梅勒（英语：Malcolm Mellor）命名。
73°30′S 66°30′E / 73.500°S 66.500°E